# Alex Macuácua
Alex Macuácua (3 novembre 2004) è un mezzofondista mozambicano.

## Palmarès
| Anno | Manifestazione          | Sede       | Evento       | Risultato | Prestazione | Note                                     |
| ---- | ----------------------- | ---------- | ------------ | --------- | ----------- | ---------------------------------------- |
| 2022 | Giochi del Commonwealth | Birmingham | 1500 m piani | Batteria  | 3'57"48     |                                          |
| 2024 | Mondiali indoor         | Glasgow    | 1500 m piani | Batteria  | 3'57"13     | Miglior prestazione personale stagionale |

## Altre competizioni internazionali
2024
- 55º al Cross de Atapuerca ( Atapuerca) - 28'36"